# Proliferació cel·lular

Estructura d'una cèl·lula procariota

La proliferació cel·lular, sovint anomenada impròpiament creixement cel·lular per l'anglicisme «cell growth», és l'increment en el nombre de cèl·lules en un organisme o colònia, no quan una cèl·lula augmenta la seva mida. La cèl·lula es divideix en el procés anomenat mitosi en eucariotes o en la fissió binària en el cas dels procariotes. La proliferació cel·lular es produeix de manera natural en els éssers vius i també pot desenvolupar-se en cultius de laboratori. En general les cèl·lules procariotes solen tenir uns requeriments menys estrictes per a la seva proliferació: unes condicions de creixement adients (temperatura, humitat, radiacions…), presència d'almenys una font de carboni i altres bioelements en una forma química assimilable i una font d'energia. En els organismes que formen teixits la proliferació cel·lular a banda de requerir les condicions esmentades per als procariotes està finament regulada per mecanismes de comunicació cel·lular bé siguin per contacte directe o a distància a través dels anomenats factors de creixement, hormones o neurotransmissors que regulen (activen o inactiven) el cicle cel·lular). És a dir que les cèl·lules eucariotes dels organismes multicel·lulars estableixen sistemes de regulació de la seva proliferació enviant-se contínuament missatges químics per a evitar la descoordinació de la proliferació. Quan alguna cèl·lula no reacciona a aquest autocontrol o es torna "immune" a aquests missatges desemboca a la formació de tumors o càncer.
La reproducció cel·lular dona lloc a noves cèl·lules. Hi ha organismes unicel·lulars i pluricel·lulars, aquests darrers formen part dels diversos teixits que tenen la funció de substituir a una cèl·lula morta o ajudar-la a créixer. Per a la reproducció cel·lular es necessiten dos processos: 
- Divisió del nucli cel·lular
- Divisió de citoplasma (citocinesi)

Depenent dels diferents tipus de cèl·lules es pot diferenciar dues classes de reproduccions: 
- Mitosi: és la que se produeix a tots els organismes excepte els sexuals, també anomenades cèl·lules somàtiques. La mitosi és un procés de divisió cel·lular en la qual les dues cèl·lules resultants obtenen exactament la mateixa informació genètica de la cèl·lula progenitora.
- Meiosi: es reprodueix en les cèl·lules sexuals, també anomenades gàmetes. Quan es produeix la fecundació s'uneixen els cromosomes paterns amb els materns.

## Ritmes de reproducció cel·lular

### Relació nucleoplasmàtica (RNP)
Un augment de la mida del citoplasma que la relació entre el volum del nucli i del citoplasma, l'anomenada relació nucleoplasmàtica (RNP), es fa inferior a un valor determinat, i el nucli resulta insuficient per controlar un citoplasma tan gran.

### Relació superfície-volum
Un augment tal de la mida total de la cèl·lula que la relació entre la superfície i el volum és massa petita. És a dir, quan la superfície de la membrana plasmàtica a través de la qual entre l'aliment, és insuficient per nordrir el citoplasma que conté. Això és degut al fet que, mentre que la superfície creix segons el radi al quadrat, el volum cel·lular ho fa segons el radi al cub.

### Dependència d'ancoratge
La presència d'un substrat per unir-se, com per exemple, la matriu extracel·lular d'una capa de cèl·lules. És l'anomenada dependència d'ancoratge.

### Disponibilitat d'espai
La disponibilitat d'espai, tal com succeeix amb les cèl·lules de les vores d'una ferida, on les cèl·lules es divideixen fins a formar una capa sobre la superfície i un s'ha omplert el buit s'atura el creixement per l'efecte inhibidor per densitat.

### Presència de determinades substàncies químiques
La presència en el medi de determinades substàncies químiques que poden ser hormones, com les necrohormones produïdes per les cèl·lules lesionades, les auxines en els vegetals o el factor de creixement derivat de les plaquetes (PDGF) en els animals, etc. Aquestes substàncies s'anomenen factors de creixement i també agents mitògens.